# Sibu congkan
Sibu congkan, kurz SBCK (chinesisch 四部叢刊 / 四部丛刊, Pinyin Sìbù Cóngkān), ist ein berühmtes chinesisches congshu (Sammelwerk). Es wurde herausgegeben und veröffentlicht von der Commercial Press.
Es wurde von Zhāng Yuánjì (張元濟; 1867–1959) und anderen zusammengestellt. Das Sammelwerk enthält photolithographische Reproduktionen der besten Ausgaben wichtiger älterer Werke aus der chinesischen Literatur und Geschichte. Die Werke werden darin nach den Sìbù (四部) – d. h. den Vier traditionellen Unterteilungen einer chinesischen Bibliothek, klassifiziert. Karl Lo hat einen Katalog zu dem Sammelwerk angefertigt.

## Gliederung
(uwch-4.humanities.washington.edu)

### Sibu congkan zhengbian
Die erste Reihe (Zhèngbiān, 正編) erschien 1922 und enthält 324 Werke (darunter die Baina–Ausgabe – 百納 Bǎinà – der 24 Dynastiegeschichten).

### Sibu congkan xubian
Die zweite Reihe (Xùbiān, 續編) mit 77 zusätzlichen Werken erschien 1934.

### Sibu congkan sanbian
Die dritte Reihe (Sānbiān, 三編) mit weiteren 71 Werken erschien 1936.